# بيتر ويلر (لاعب اتحاد الرغبي)
بيتر ويلر (بالإنجليزية: Peter Wheeler)‏ هو لاعب اتحاد الرغبي بريطاني، ولد في 26 نوفمبر 1948 في لندن في المملكة المتحدة.

## وصلات خارجية
- بيتر ويلر عل موقع إسبنسكروم (الإنجليزية)